# 6925 Susumu
A 6925 Susumu (ideiglenes jelöléssel 1993 UW2) a Naprendszer kisbolygóövében található aszteroida. Tsutomu Seki fedezte fel 1993. október 24-én.